# Astroblepus chapmani
Astroblepus chapmani är en fiskart som först beskrevs av Eigenmann 1912.  Astroblepus chapmani ingår i släktet Astroblepus och familjen Astroblepidae. Inga underarter finns listade.